# Francesco Stacchino
Francesco Stacchino (né le 20 février 1940 à Chieri dans le Piémont) est un footballeur italien, qui jouait en tant que milieu de terrain.
Durant sa carrière, Stacchino a évolué avec les clubs de la Juventus (jouant son premier match le 5 avril 1959 lors d'un nul 2-2 contre le club de Bari), de l'US Sanremese, de la Biellese, de l'US Cremonese et de l'Associazione Calcio Chieri.

## Palmarès
Juventus
- Coupe d'Italie (1) :
  - Vainqueur : 1958-59.